# 天上山 (東京都)
天上山（てんじょうさん）は、東京都神津島村の神津島にある火山である。

## 概要

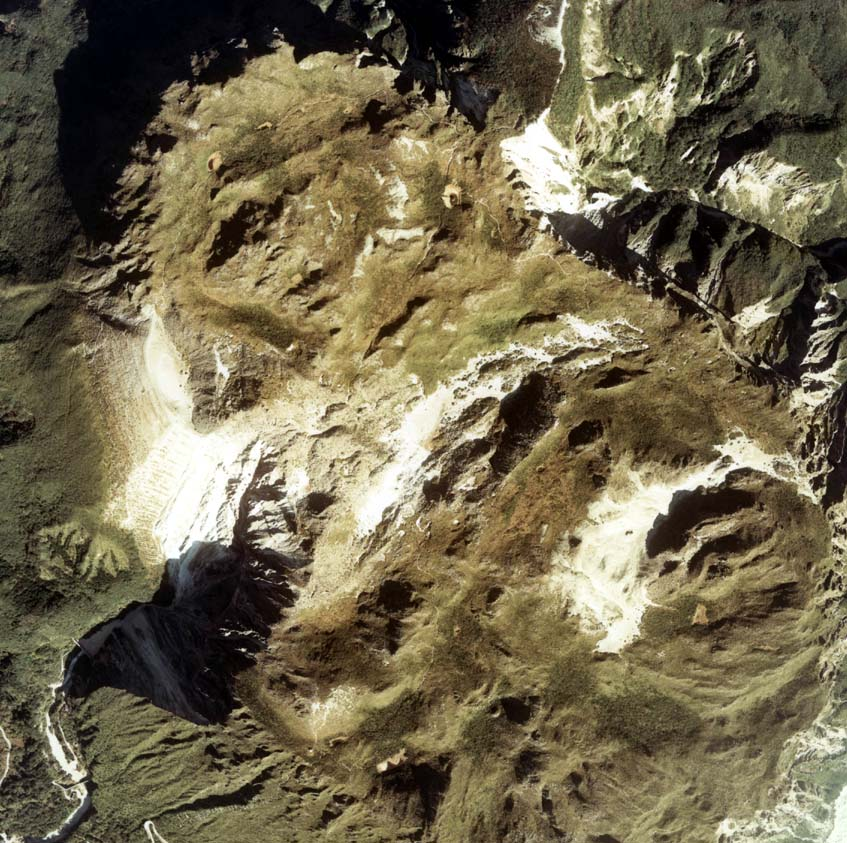
山頂付近の航空写真。

神津島のシンボル的な山であり、島内の最高峰でもある。
838年7月29日（承和5年7月5日）に始まった噴火で、火砕流・火砕サージを噴出後、火砕丘を形成し、最終的に溶岩ドームを形成したものである。古記録（『続日本後紀』）によると関東・中部・近畿地方に降灰し、840年10月（承和7年9月）になっても噴出物はなお高温であったと考えられている。
山頂部は比較的に平坦で、ババ池、不動池、千代池（せんだいいけ）などの池が点在する。この平坦面の南西部には、それぞれ「表砂漠」「裏砂漠」と呼ばれる、砂の堆積した地域がある。
最高地点は571.8mの三角点であるが、他に、529m、524mなどのピークがある。また、東尾根上に503mの櫛ヶ峰がある。
山頂付近から西南西に向けて神津沢の谷がえぐられており、これによって西斜面は黒島（南）と白島（北）の2つに大きく分けられる。黒島と白島のそれぞれに登山道がある。神津沢は神津島の中心集落の北部、神津島港の南で太平洋に注ぐ。山頂部には東に2つの展望地があり、その内のひとつは、東京都によって「新東京百景」に選定されている。展望地からは、伊豆大島、利島、新島、式根島、三宅島、御蔵島などが見渡せる。また、別の場所からは、伊豆半島も望むことができる。
「花の百名山」および「新日本百名山」にも数えられており、ラン科や高山植物等の多様な植生や小型生物の多様性を有している。絶滅危惧種や固有種も含まれており、ナミエヤマガラ、ミクラミヤマクワガタ、「コウヅエビネ」、イワチドリなど特筆すべき種類も確認されている。